# Coxcacoaco
Coxcacoaco är en ort i Mexiko.   Den ligger i kommunen Villa Guerrero och delstaten Mexiko, i den sydöstra delen av landet, 70 km sydväst om huvudstaden Mexico City. Coxcacoaco ligger 2 083 meter över havet och antalet invånare är 749.
Terrängen runt Coxcacoaco är kuperad, och sluttar söderut. Runt Coxcacoaco är det tätbefolkat, med 550 invånare per kvadratkilometer. Närmaste större samhälle är Villa Guerrero, 1,4 km väster om Coxcacoaco. Omgivningarna runt Coxcacoaco är en mosaik av jordbruksmark och naturlig växtlighet.